# Michel-René Maupetit
Michel-René Maupetit (18. ledna 1742, Claye – 31. března 1831, Laval) byl francouzský politik.

## Životopis
Michel-René Maupetit přijel do Mayenne v roce 1776 poté, co koupil kancelář daňového právníka, když ho Louise Durfort-Duras, vévodkyně de Mazarin a Mayenne, přijala jako obchodníka. Ve stejném roce se oženil s Marií-Louise Frogerovou, s níž měl dva syny a dvě dcery. Díky 250 dopisům, které pravidelně posílal z Versailles svému příteli, trestnímu soudci Dupont-Granjardinovi, je známo, jakým způsobem probíhaly přípravné práce při svolání generálních stavů roku 1789.
Na generálních stavech ve Versailles zastupoval město Mayenne a hrabství Maine. Dne 20. června v míčovně, když zástupci třetího stavu utvořili Ústavodárné shromáždění. Kvůli své nemoci je rozpoznatelný na všech historických obrazech. Často sedí na židli, někdy schlíplý, jindy odhodlaný, na kresbách a obrazech Davida, Prieura nebo Coudera, kteří tento den zaznamenali pro historii. François Furet si ve své knize La Révolution 1770-1880 všiml Maupetita na obraze Jacquese-Louise Davida Přísaha v míčovně. Vlevo dole David umístil nemocného poslance Maupetita, napůl bosého, stěží chůze a podepřeného dvěma ráznými sansculoty, kteří mu pomáhají vstát ze židle. Guy Chaussinand-Nagaret v Historama Spécial věnovaném revoluci označuje Maupetita, sedícího na obraze Augusta Coudera za nejvěrnější a nejlépe odpovídající popisu.
Maupetit se politicky výrazně projevil jen při dvou příležitostech: 20. června při přísaze v míčovně a když marně obhajoval město Mayenne, které usilovalo stát se chef-lieu departementu. Po zbytek času se spokojil, jak přiznává v dopise z 3. srpna 1789, hlasováním s většinou.
Když se 6. července 1790 hlasovalo o sídle biskupa v Mayenne, Louis de Boislandry, zpravodaj církevního výboru, navrhoval Laval. Michel-René Maupetit se přimlouval za Mayenne. Louis-François Allard navrhoval Château-Gontier. Shromáždění tyto návrhy přehlasovalo a vytvořilo biskupství Laval.
Po oddělení Národního shromáždění dne 30. září 1791 se vrátil do Mayenne, kde byl v předchozím roce jmenován členem generální rady obce a soudcem okresního soudu, kterému měl předsedat. Byl členem Rady starších v letech 1795–1798 a zákonodárného sboru v letech 1803 a 1808. Byl generálním tajemníkem prefektury Mayenne, v roce 1804 byl vyznamenán císařem. Jeho vnuk Victor byl republikánský obecní radní v Mayenne v roce 1853.
Michel-René Maupetit se během Hrůzovlády zabýval studiem geologie a meteorologických teorií Louise Cotta. Od roku 1794 se chtěl stát agronomem. Několik nepublikovaných memoárů svědčí o jeho nabytých znalostech v oblasti zemědělství.